# Суперкубок Ефіопії з футболу
Суперкубок Ефіопії з футболу — футбольне змагання, яке щорічно проводить Федерація футболу Ефіопії між переможцями Прем'єр-ліги та Ефіопії.

## Історія
Вперше розіграний 1985 року, перший переможець — «Брювері». У деякі сезони не проводився аббо через економічну скруту, або через те, що одна й та ж команда протягом сезону виграла чемпіонат та кубок країни.

## Усі фінали
- 1985 : «Брювері» (Аддис-Абеба)
- 1986 : «Брювері» (Аддис-Абеба)
- 1987 : «Брювері» (Аддис-Абеба)
- 1988 : «Бунна Габея» (Addis Abeba)
- 1989 : не проводився
- 1990 : «Брювері» (Аддис-Абеба)
- 1991 : не проводився
- 1992 : не проводився
- 1993 : «Мебрат Гейл» (Аддис-Абеба)
- 1994 : «Сент-Джордж» (Аддис-Абеба)
- 1995 : «Сент-Джордж» (Аддис-Абеба)
- 1996 : «Сент-Джордж» (Аддис-Абеба)
- 1997 : «Ефіопіан Бунна» (Аддис-Абеба)
- 1998 : «Мебрат Гейл» (Аддис-Абеба)
- 1999 : не проводився («Сент-Джордж» оформив золотий дубль)
- 2000 : «Ефіопіан Бунна» (Аддис-Абеба)  1-1 2-1 «Сент-Джордж» (Аддис-Абеба)
- 2001 : «Мебрат Гейл» (Аддис-Абеба) 4-1 1-2 «Сент-Джордж» (Аддис-Абеба)
- 2002 : «Сент-Джордж» (Аддис-Абеба) 2-1 1-0 «Медін» (Аддис-Абеба)
- 2003 : «Сент-Джордж» (Аддис-Абеба) 1-0 5-0 «Ефіопіан Бунна» (Аддис-Абеба)
- 2004 : Bankoch (Аддис-Абеба) 2-1 заг. «Аваса Кенема» (Аваса)
- 2005 : «Сент-Джордж» (Аддис-Абеба) 2-0 2-0 «Аваса Кенема» (Аваса)
- 2006 : «Сент-Джордж» (Аддис-Абеба) 0-0 6-0 «Мекелакея» (Аддис-Абеба)
- 2008 : «Ефіопіан Бунна» (Аддис-Абеба) 2-1 ? «Сент-Джордж» (Аддис-Абеба)
- 2009 : «Сент-Джордж» (Аддис-Абеба) 3-2 Dedebit (Аддис-Абеба)
- 2010 : «Ефіопіан Бунна» (Аддис-Абеба) 2-1 0-0 «Сент-Джордж» (Аддис-Абеба)
- 2011 : невідомо
- 2012 : невідомо
- 2013 : невідомо
- 2014 : невідомо
- 2015 : «Сент-Джордж» 1-1 (5-4 пен.) «Мекелакея» (Аддис-Абеба)[1]
- 2016 : невідомо
- 2017 : «Сент-Джордж» 2-0 «Велайта Діча» (Содо)[2]
- 2018 : «Мекелакея» (Аддис-Абеба) 1-1   (4-2 пен.) «Джимма» (Джимма)

- 2019 : «Фасіл Кенема» (Гондер) 1-0 «Мекелле 70 Ендерта» (Мекелле)

## Перемоги по клубах
| Клуб                                                    | Тиулів |
| ------------------------------------------------------- | ------ |
| «Сент-Джордж» (Аддис-Абеба; включаючи «Брювері»)        | 14     |
| «Ефіопіан Бунна» (Аддис-Абеба; включаючи «Бунна Гебея») | 5      |
| «Мебрат Гейл» (Аддис-Абеба)                             | 3      |
| «Банкоч» (Аддис-Абеба)                                  | 1      |
| «Діфенс Форс» (Аддис-Абеба; включаючи «Мекелакея»)      | 1      |
| «Фазіл Канема» (Гондер)                                 | 1      |